# Condado de Van Buren (Tennessee)
O Condado de Van Buren é um dos 95 condados do Estado norte-americano do Tennessee. A sede do condado é Spencer, que é também a sua maior cidade. O condado tem uma área de 711 km² (dos quais 3 km² estão cobertos por água), uma população de 5508 habitantes, e uma densidade populacional de 8 hab/km² (segundo o censo nacional de 2000). O condado foi fundado em 1840 e recebeu o seu nome em homenagem a Martin Van Buren (1782–1862), senador, diplomata, governador de Nova Iorque, vice-presidente dos Estados Unidos (1833-1837) e depois o oitavo presidente dos Estados Unidos (1837-1841).